# André Macedo
André Macedo é um jornalista português. Foi nomeado em 21 de agosto de 2014 o novo director do Diário de Notícias, sucedendo assim João Marcelino, que assumira funções no jornal em 2007. Antes, Macedo era director da área de conteúdos económicos do grupo Controlinveste Media, marca lançada em 2011.  Atualmente é Diretor-Adjunto de Informação da RTP.

## Carreira
Fundador e director do projecto Dinheiro Vivo, o novo director do Diário de Notícias, é jornalista desde 1995 e integrou a equipa fundadora do  jornal “i”, onde desempenhou as funções de director-adjunto. Antes passara pela direcção do Diário Económico, onde foi sub-director, mais tarde director-adjunto e finalmente director. Passou também pela pela revista Sábado, como fundador e chefe de redacção. E ainda pelo pelo Correio da Manhã como editor da secção de política, pela revista Focus, como editor de economia e política (edição licenciada portuguesa da revista alemã Focus) e pelo jornal desportivo Record, onde lançou o primeiro site do jornal. Escreveu para várias revistas nacionais, entre as quais a Volta ao Mundo, Os Meus Livros e Notícias Magazine. É comentador fixo da TSF e da RTP. Em Maio de 2018 deixou a RTP, onde foi Director-Adjunto de Informação, e em Julho de 2018 integrou a equipa da consultora de comunicação JLM.